# Kiskeyana
Kiskeyana is een geslacht van wantsen uit de familie van de Reduviidae (Roofwantsen). Het geslacht werd voor het eerst wetenschappelijk beschreven door Weirauch & Forero in 2007.

## Soorten
Het genus bevat de volgende soort:

- Kiskeyana palassaina Weirauch & Forero, 2007